# GABARAP
GABARAP (англ. GABA type A receptor-associated protein) – білок, який кодується однойменним геном, розташованим у людей на короткому плечі 17-ї хромосоми. Довжина поліпептидного ланцюга білка становить 117 амінокислот, а молекулярна маса — 13 918.
| 10         |  | 20         |  | 30         |  | 40         |  | 50         |
| ---------- |  | ---------- |  | ---------- |  | ---------- |  | ---------- |
| MKFVYKEEHP |  | FEKRRSEGEK |  | IRKKYPDRVP |  | VIVEKAPKAR |  | IGDLDKKKYL |
| VPSDLTVGQF |  | YFLIRKRIHL |  | RAEDALFFFV |  | NNVIPPTSAT |  | MGQLYQEHHE |
| EDFFLYIAYS |  | DESVYGL    |  |            |  |            |  |            |

A: Аланін

D: Аспарагінова кислота

E: Глутамінова кислота

F: Фенілаланін

G: Гліцин

H: Гістидин

I: Ізолейцин

K: Лізин

L: Лейцин

M: Метіонін

N: Аспарагін

P: Пролін

Q: Глутамін

R: Аргінін

S: Серин

T: Треонін

V: Валін

Задіяний у таких біологічних процесах, як апоптоз, транспорт, транспорт білків, автофагія. 
Локалізований у цитоплазмі, цитоскелеті, мембрані, цитоплазматичних везикулах, апараті гольджі.